# Papiro 122
O Papiro 122 ({\displaystyle {\mathfrak {P}}}122) é um antigo papiro do Novo Testamento que contém fragmentos do capítulo vinte e um do Evangelho de João (21:11-14,22-24) por engano.